# Georges Robini
Georges Clément Robini (ur. 6 września 1913 w Monako, zm. 22 lipca 2003 w Nicei) – monakijski strzelec, olimpijczyk. 
Brał udział w igrzyskach w 1952 (Helsinki). Wystąpił tam tylko w trapie, w którym zajął 32. miejsce.

## Wyniki olimpijskie
| Igrzyska | Konkurencja | Wynik               | Miejsce    | Źródło |
| -------- | ----------- | ------------------- | ---------- | ------ |
| IO 1952  | Trap        | 165 punktów (80-85) | 32 (na 40) | [ 2 ]  |